# Tweelingsoorten
Tweelingsoorten of soortenparen worden gevonden in verschillende diergroepen, voornamelijk insecten, maar ook bij vogels. Van een tweelingsoort wordt gesproken als twee soorten uiterlijk sterk op elkaar lijken, maar wel duidelijke verschillen vertonen, zoals zang (en soms ook de roep). Bij tweelingsoorten zijn er voldoende elementen die een barrière vormen bij de voortplanting.

## Vogels
Voorbeelden bij vogels zijn:
- Visdief — Noordse stern
- Nachtegaal — Noordse nachtegaal
- Kleine karekiet — Bosrietzanger
- Fitis — Tjiftjaf
- Bonte vliegenvanger — Withalsvliegenvanger
- Matkop — Glanskop
- Taigaboomkruiper — Boomkruiper

| - Tweelingsoorten bij vogels - Fitis (Phylloscopus trochilus) - Tjiftjaf (Phylloscopus collibita) - Matkop (Poecile montanus) - Glanskop (Poecile palustris) |